# Casa academicianului S. Cibotaru (Cobîlea)
Casa academicianului S. Cibotaru este o clădire amplasată în Cobîlea, raionul Șoldănești, Republica Moldova. Este un monument istoric de importanță națională inclus în Registrul monumentelor Republicii Moldova ocrotite de stat cu nr. 2867 (raionul Șoldănești). Datează de la înc. sec. XX.